# Ludwig Almstadt
Ludwig Almstadt (* 21. September 1922 in Peine; † 19. September 2009 in Bremen) war ein deutscher Stadtplaner, Architekt und Baubeamter.

## Biografie
Almstadt war nach dem Abitur Offizier im Zweiten Weltkrieg. Nach dem Krieg studierte er Architektur an der Technischen Hochschule Braunschweig. Er studierte u. a. bei Friedrich Wilhelm Kraemer („Braunschweiger Schule“). Ab den 1950er Jahren war er beim Stadtplanungsamt Bremen tätig. In den 1950er Jahren war er bei der Planung für den Wiederaufbau des Stephani-Viertels zusammen mit Eilers, Nielsen, Richter / Kläner, Carsten Schröck und Wessel beteiligt.
1960 wechselte er zum Hochbauamt Bremen. Als Baurat und Oberbaurat war er planender Architekt und bald darauf als Abteilungsleiter für den kommunalen Schul- und Kindergartenbau zuständig. Er wurde in den 1960er Jahren Stellvertreter von Amtsleiter Danielsen. Von 1974 bis 1987 führte er das Hochbauamt als Leitender Baudirektor. 1979 wurden unter seiner Leitung das Hochbauamt und das Hochschulbauamt Bremen zusammengeführt.

## Bauten

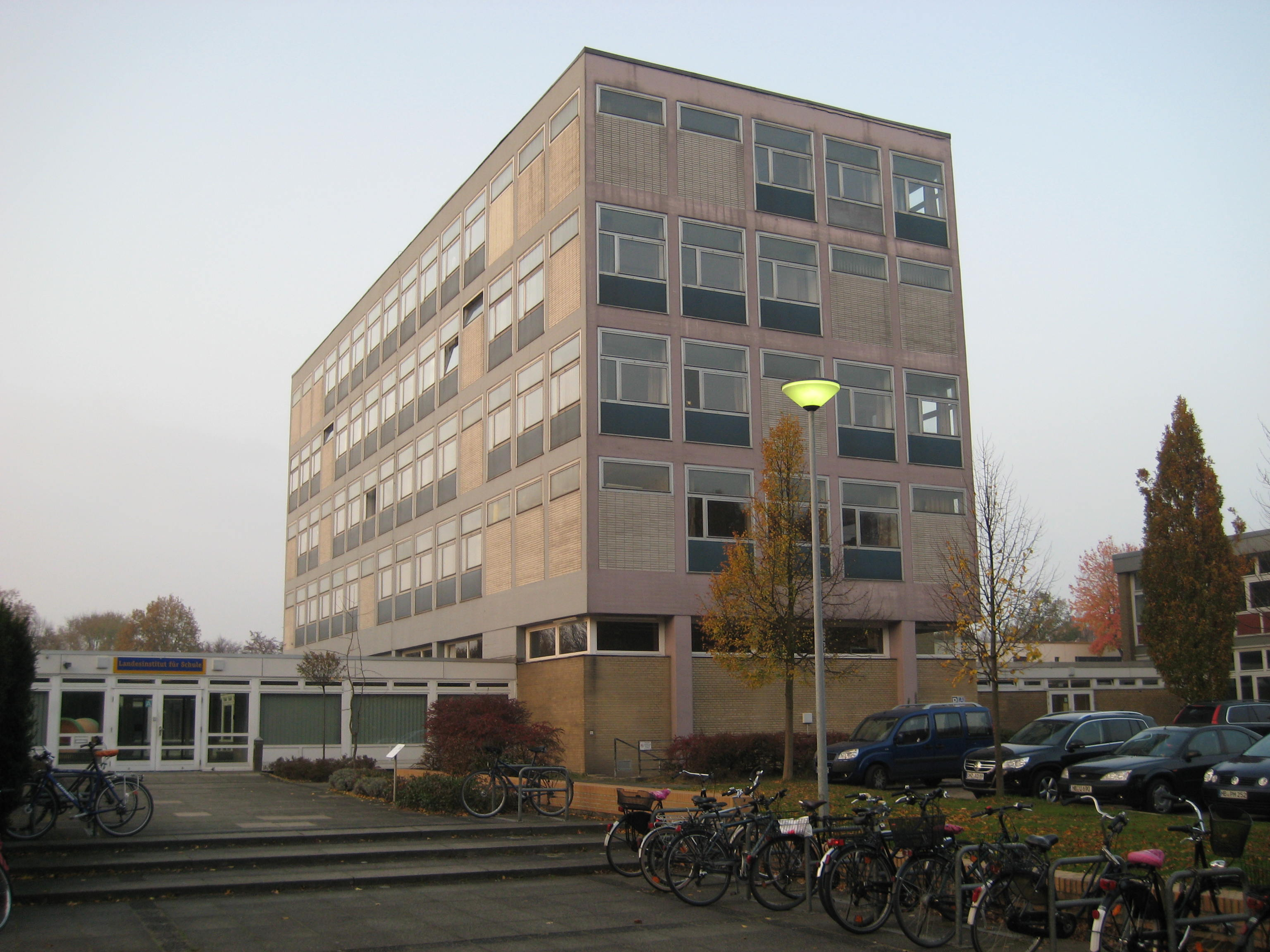
Schule Am Weidedamm

Viele Schulbauten und Kindergärten in Bremen wurden von Almstadt entworfen und realisiert. Dazu gehören unter anderem die Schule an der Admiralstraße in Findorff (1955–1958), der Kindergarten Am Nonnenberg in Gröpelingen (1957), das Gymnasium an der Parsevalstraße in Hemelingen (1959), die Schule an der Valckenburghstraße in Huckelriede (1961), die Fachschule für Sozialberufe Am Weidedamm in Findorff, heute Sitz des Landesinstitut für Schule  (1963–1966), der Kindergarten Am Wandrahm in Bremen-Mitte, das Schulzentrum an der Ronzelenstraße in Horn-Lehe, das Gymnasium Horn am Vorkampsweg und die Berufsschule für Großhandel, Außenhandel und Verkehr in Bremen-Walle (1968). Er wohnte in dem von ihm entworfenen Einfamilienhaus in Lesum.